# Žehra
Žehra é um município da Eslováquia, situado no distrito de Spišská Nová Ves, na região de Košice. Tem 9,66 km² de área e sua população em 2018 foi estimada em 2.498 habitantes.

## Demografia
| Ano:        | 1994 | 2004    | 2014    | 2024    |
| ----------- | ---- | ------- | ------- | ------- |
| Broj ljudi: | 1265 | 1696    | 2300    | 2767    |
| Razlika:    |      | +34,07% | +35,61% | +20,30% |

| Ano:               | 2023 | 2024   |
| ------------------ | ---- | ------ |
| Número de pessoas: | 2736 | 2767   |
| Diferença:         |      | +1,13% |